# Костадин Зелников
Костадин Георгиев Зелников, наричан Зелника, е български хайдутин и революционер, малешевски войвода на Вътрешната македоно-одринска революционна организация.

## Биография
Зелников е роден през 1869 година в малешевското село Русиново, тогава в Османската империя. Става хайдутин. Влиза във ВМОРО, привлечен от Димитър Гущанов и през лятото на 1897 година оглавява първата чета в Малешевско. През пролетта и лятото на 1900 година четата действа в Петричко, както и в други райони на Македония, като задачите на четата са предимно агитационни, с цел подготвяне на българите от Македония за въстание. В четата влизат и Димитър Атанасов Гърчето и по-малкият му брат Иван Анастасов Гърчето. В спомените си той споменава следното за войводата: 
| „ | Въ селото [Игуменец] дохождаше въ онова време една самозвана полухайдушка чета, която подъ булото на комитетското знаме гледаше да прекара зимата. Войвода ѝ бѣше Костадинъ Зелниковъ, отъ с. Русиново (Малешевско). | “ |

Костадин Зелников загива в местността Суви лаки в Русинската планина през 1906 година.